# Linee-Aeree-Italiane-Flug 451 (1954)
Der Linee-Aeree-Italiane-Flug 451 (1954) (Flugnummer: LI451) war ein Linieninterkontinentalflug der Linee Aeree Italiane von Rom nach New York City mit Zwischenstopps in Mailand, Paris, Shannon, Gander und Boston. Am 18. Dezember 1954 verunfallte auf diesem Flug eine Douglas DC-6B nach einem instabilen Anflug bei der Landung auf dem Zielflughafen. Bei dem Unfall wurden 26 der 32 Insassen an Bord der Maschine getötet.

## Maschine
Die Maschine war eine Douglas DC-6B, die im Jahr 1954 mit der Werknummer 44418 und der Modellseriennummer 487 im Werk der Douglas Aircraft Company in Long Beach, Kalifornien endmontiert wurde. Sie wurde am 28. Mai 1954 an die Linee Aeree Italiane ausgeliefert und bei dieser mit dem Luftfahrzeugkennzeichen I-LINE in Betrieb genommen. Das viermotorige Langstreckenflugzeug war mit vier Sternmotoren des Typs Pratt & Whitney R-2800 ausgestattet.

## Passagiere und Besatzung
Den Flug auf dem Flugabschnitt von Boston nach New York City hatten 22 Passagiere angetreten. Es befand sich eine 10-köpfige Besatzung an Bord.
- Der 52-jährige Flugkapitän Guglielmo Algarotti war am 12. Juli 1947 durch die Linee Aeree Italiane eingestellt worden. Er war als Flugkapitän und Navigator zertifiziert und verfügte über 14.734 Stunden Flugerfahrung, wovon er 3.356 Stunden im Cockpit der Douglas DC-6B absolviert hatte. Während seiner kommerziellen Pilotenlaufbahn hatte er 151 Atlantiküberquerungen durchgeführt.
- Der 35-jährige Erste Offizier Vittorio Bortignoni arbeitete seit dem 1. September 1947 für die Linee Aeree. Er war zum Ersten Offizier und Navigator zertifiziert und verfügte über 7.546 Stunden Flugerfahrung, wovon 3.670 Stunden auf die Douglas DC-6B entfielen.
- Der 39-jährige Zweite Offizier Averardo Bracchi gehört der Linee Aeree Italiane seit dem 1. März 1950 an und war ebenfalls als Pilot und Navigator zertifiziert. Von seinen 4.674 Stunden Gesamtflugerfahrung entfielen 890 Stunden auf die Douglas DC-6B.
- Der 47-jährige Bordfunker Mario Parodi arbeitete seit dem 1. Dezember 1946 für die Linee Aeree Italiane.
- Der 48-jährige Flugingenieur Umberto Cheli gehörte der Fluggesellschaft seit acht Jahren an und hatte von seinen 6.900 Stunden Flugerfahrung 3.000 Flugstunden in der Douglas DC-6B absolviert.
- Der 48-jährige Flugingenieur Ernesto Leone war am 16. November 1952 durch die Linee Aeree Italiane eingestellt worden und verfügte über 1.580 Stunden Flugerfahrung.
- Der 32-jährige Flugbegleiter Giuseppe Bruckbauer arbeitete seit dem 10. April 1952 für die Fluggesellschaft.
- Der 24-jährige Flugbegleiter Antonio Talagbue.
- Die 26-jährige Flugbegleiterin Ileana Pouzzoli gehörte der Linee Aeree Italiane seit dem 1. Mai 1952 an.

## Unfallhergang
Nach einem ohne besondere Vorkommnisse durchgeführten Instrumentenflug meldete sich die Besatzung um 11:22 Uhr bei der Anflugkontrolle des Flughafens New York-Idlewild und teilte mit, dass sie sich über dem Funkfeuer Mitchell in 7.000 Fuß Höhe befand. Die Besatzung wurde dann angewiesen, den etwa 13 Seemeilen südwestlich des Flughafens gelegenen Knotenpunkt Scotland anzufliegen und von dort aus eine Platzrunde zu fliegen. Zwischen 11:47 und 11:59 Uhr verschlechterten sich die Wetterbedingungen und sanken unter das Minimum von 400 Fuß Wolkenuntergrenze für die Landung auf der Landebahn 22. Die Besatzung flog weiter Platzrunden. Um 11:59 Uhr verbesserten sich die gemeldeten Wetterbedingungen und die Maschine erhielt die Freigabe für einen ILS-gestützten Anflug auf die Landebahn 22. Um 12:18 Uhr meldete die Besatzung, diesen Anflug abgebrochen zu haben. Es wurden dann Anweisungen zum Fehlanflug erteilt und die Maschine in die Warteschleife am Knotenpunkt Scotland zurückgeschickt. Kurz darauf wurden erneut Wetterbedingungen unterhalb der Mindestwerte für die Landebahn 22 gemeldet, mit einer fast geschlossenen Wolkendecke in einer Höhe von 300 Fuß bis zur Wolkenobergrenze von 2.500 Fuß und Sichtweiten von 2½ Meilen bei leichtem Regen und Nebel sowie einem Wind aus Südsüdost mit Windgeschwindigkeiten von 20 Knoten.
Während mit der DC-6 Warteschleifen geflogen wurden, fragte die Flugsicherung die Besatzung, ob sie unter Berücksichtigung der Rückenwindkomponente einen Anflug auf die ILS-gestützte Landebahn 04 durchführen könnte. Die Piloten willigten ein und um 13:07 Uhr wurde die Freigabe für den ILS-Anflug erteilt. Um 13:13 Uhr meldete die Besatzung einen Fehlanflug. Den Piloten wurde anschließend ein Ground Controlled Approach angeboten. Dieser Anflug wurde um 13:24 Uhr abgebrochen, ein Fehlanflugverfahren folgte und die Maschine kehrte zum Knotenpunkt Scotland zurück. Um 13:27 Uhr erkundigte sich der Flugdienstleiter der Linee Aeree Italiane in einer von der Flugsicherung übermittelten Nachricht nach dem verbleibenden Treibstoff und erhielt die Antwort, dass dieser für drei Stunden Flugzeit ausreiche. Der Flugdienstleiter schlug dann vor, weitere 1½ Stunden Platzrunden zu fliegen und ersatzweise nach Washington, D.C. zu fliegen, sollte eine Landung sich als nicht durchführbar erweisen. Um 13:29 Uhr bestätigten die Piloten den Eingang des Funkspruches. Um 13:49 Uhr wurde eine weitere Freigabe für einen ILS-Anflug erteilt, womit es sich um den dritten Anflug auf die Landebahn 04 und den vierten auf den Flughafen handelte. Gegen 14:00 Uhr kollidierte die Maschine praktisch ohne Querneigung mit leicht nach oben ausgerichteter Flugzeugnase vor der Landebahn mit dem linken Steg, der in die Jamaica Bay hinein gebaut wurde und auf dem die Landebahnbefeuerung installiert war. Auf den Aufprall folgte eine heftige Explosion, ein Brand brach aus. Die Maschine wurde zerstört und alle zehn Besatzungsmitglieder und 16 Passagiere wurden getötet. Sechs Passagiere überlebten den Unfall.

## Ursache
Nach dem Unfall übernahm das Civil Aeronautics Board die Ermittlungen zur Unfallursache. Etwa 80 Prozent der Wrackteile konnten geborgen werden. Die Ermittler kamen zu dem Ergebnis, dass sich der Unfall infolge eines instabilen Anfluges ereignet hatte, bei dem die Maschine so weit gesunken war, dass es nicht mehr möglich wurde, den Steg zu überfliegen. Die Piloten seien beim letzten Anflug nicht dem Gleitpfad gefolgt. Die Ermittler konnten eine technische Fehlfunktion als Unfallursache ausschließen. Sie führten die Ursache des instabilen Anflugs, der in der Kollision mit dem Steg endete, auf eine exzessive Übermüdung der Besatzung zurück, die durchgehend auf dem 30 Stunden dauernden Transatlantikflug eingesetzt worden war.